# سفید برفی: دنباله
سفید برفی: دنباله - نسخه ویژه (به فرانسوی: Blanche-Neige, la suite) پویانمایی کمدی بزرگسالان محصول کشورهای بلژیک، فرانسه و انگلستان به گارگردانی پیچا در سال ۲۰۰۷ می‌باشد. این انیمیشن بر پایهٔ داستان سفیدبرفی و به عنوان دنباله‌ای بر انیمیشن کلاسیک والت دیزنی ساخته شده‌است. اگرچه، همچون تمام آثار پیچا، این فیلم در واقع یک کمدی جنسی است که دارای شوخی‌های ناپسند و صحنه‌های جنسی است.

## خلاصه داستان
شاهزادهٔ دلربا قرار بود پس از بوسیدن سفید برفی زندگی خوش و طولانی را با وی بگذراند. اما تصمیم پریِ حسودِ مهربان این است که سفید برفی و شاهزاده، تنها در شروع سلسله‌ای از انحرافات شخصیت‌های مختلف قصه‌های پریان، از طبیعت خوبشان باشند. کوتوله‌های بد (شهوتی، بدخلق، لجنی، پلید، بدبو، پُر لَک و روانی) ناگهان مبدل به اتحادیه‌ای حریص، باج گیر و ربا خوار می‌شوند. زیبای خفته حالا شاهزاده خانمی متظاهر، بیش از حد فضل‌فروش و خودخواه شده‌است و قضیهٔ سیندرلا فقط یک داستان «فقیر به ثروت» است. اکنون شاهزاده باید دریابد که چگونه با تمامی این مشکلات کنار آمده تا به سفید برفی شیرین، معصوم و سادهٔ خود بازگردد.

## بازیگران

### نسخه اصلی فرانسوی
- سیسیل دو فرانس: سفید برفی-زیبای خفته-سیندرلا
- ژان پل روو: شاهزادهٔ دلربا
- ماری وینسنت: پریِ مهربان
- ژان کلود دوندا: هفت کوتوله -شکارچیِ بزرگ
- جرارد سوروگ: هفت کوتوله
- بنوئیت آلِمان: راوی
- مارک آلفوس: غول
- فرانسوا باربین: دیو
- مونا والراونز:دلبر
- آنایس: سفیدبرفی (صدای آواز)
- ساشا سوپرا: تام پوک

#### نسخه اصلی انگلیسی
- استیون فرای: راوی
- سالی آن مارش: سفید برفی
- جکی شریدان: سفید برفی (صدای آواز)
- سایمون گرینال: شاهزادهٔ دلربا
- ریک مایال: هفت کوتوله (شهوتی، بدخلق، لجنی، پلید، بدبو، پُر لَک و روانی)
- مایکل کیلگاریف: هانیبالِ غول پیکر
- شلی بلوند: سیندرلا
- لیا ویلیامز: زیبای خفته
- موروِنا بنکس: پری مهربان
- رابرت باترست، فیلیپ برترتون، دیوید کارلینگ، اپریل فورد، تام جورج، سارا هدلند، ویکی هاپس، سایمون شاتزبرگر و جیمی هیبرت: سایر صداپیشگان دیگر.